# Samurai I: Musashi Miyamoto
Miyamoto Musashi (tựa đề Anh ngữ: Samurai I: Musashi Miyamoto) là tên của bộ phim Jidaigeki Nhật Bản năm 1954. Bộ phim do nam tài tử gạo cội Mifune Toshirō thủ diễn và nhận được giải thưởng Academy danh dự cho phim ngoại quốc hay nhất (Academy Award for Best Foreign Language Film).
Nội dung bộ phim dựa trên nguyên tác tiểu thuyết "Miyamoto Musashi" của văn hào Yoshikawa Eiji. Tác phẩm này là cuốn sách gối đầu giường của nhiều thế hệ người Nhật và là một trong những bộ sách bán chạy nhất cho đến nay từ khi nó xuất hiện. Miyamoto Musashi của Yoshikawa Eiji mượn hình ảnh kiếm khách vô song trong lịch sử Nhật Bản là Miyamoto Musashi để nói lên tinh thần cầu đạo, bất khuất và đề cập đến những vấn đề trong xã hội phong kiến, qua đó nói lên những bế tắc trong giai đoạn nước Nhật lâm vào cuộc đệ nhị Thế chiến. Musashi trong tác phẩm của Yoshikawa Eiji tượng trưng cho tinh thần cầu đạo, kiên cường của con người, còn nhân vật hư cấu Matahachi là hiện thân của sự sa ngả, trụy lạc, O-tsū là biểu tượng của Bồ đề tâm, lòng từ bi, bà cụ O-sugi, mẹ của Matahachi tượng trưng cho chấp niệm, bảo thủ. Tất cả đều hiện lên sinh động dưới ngòi bút của Yoshikawa Eiji.
Trong phiên bản phim điện ảnh năm 1954 của đạo diễn Inagaki Hiroshi, do giới hạn về thời lượng nên nét đặc sắt của các nhân vật khó có thể so sánh với miêu tả trong tiểu thuyết, nhưng vẫn là một sự thành công trong khuôn khổ thời lượng hạn chế qua tài diễn xuất của các diễn viên gạo cội "thứ thiệt", những viên ngọc bất tử trong lịch sử điện ảnh Nhật Bản. Ngoài ra, bộ phim còn mô tả sinh động và trung thực không khí sinh hoạt thời Edo, từ những chi tiết nhỏ nhặt nhất, người xem có thể thấy được phong tục tập quán, dạng thức sinh hoạt của con người đương thời.
Sự thành công của "Miyamoto Musashi" (1954) đã dẫn đến hai bản phim tiếp theo là "Zoku Miyamoto Musashi Ichijō-ji no kettō" (1955) (Miyamoto Musashi phần tiếp: quyết đấu ở Nhất Thừa tự) và "Miyamoto Musashi kanketsu-hen Ganryū-jima no kettō" (1956) (Miyamoto Musashi phần kết: quyết đấu trên đảo Ganryū). Loạt ba bộ phim này được công chiếu ở hải ngoại và gây được tiếng vang lớn, và người Tây phương gọi đây là "Samurai triology".
Khi nhận được giải thưởng Academy, đạo diễn Inagaki Hiroshi đã kinh ngạc thốt lên rằng không thể ngờ chàng "Samurai" của mình lại thắng lớn ở kinh độ điện ảnh của Thế giới, "tôi chưa từng nhận được giải thưởng điện ảnh nào ở Nhật Bản, giờ lại nhận được giải từ Mỹ quốc thì thật chẳng thể hiểu nỗi".
Cũng cần nói thêm, đây là một trong số hàng trăm bộ phim về đề tài Miyamoto Musashi. Nhân vật lịch sử này được ưa chuộng như một kiểu anh hùng quốc dân và trở thành đề tài không bao giờ cạn cho tiểu thuyết, điện ảnh, diễn kịch và ngày nay là truyện tranh, phim hoạt hình, trò chơi điện tử.

## Nội dung
Tập đầu trong loạt ba phim về Miyamoto Musashi miêu tả cuộc đời của nhân vật này từ giai đoạn thanh niên, khi còn mang tên Takezō, tham gia chiến trường Seki-ga-hara rồi sau đó bị săn lùng. Nhờ có Hòa thượng Takuan soi sáng, Takezō đã nhận thức ra giá trị của một con người, quyết tâm làm lại cuộc đời để chuộc lại những lỗi lầm do sự thô bạo trước kia gây ra và đổi tên thành Musashi, để rồi lưu danh bất hũ trong sử sách.
Ngoài câu chuyện của Musashi (Takezō), bộ phim còn đề cập đến từng câu chuyện của các nhân vật như nàng O-tsū, Matahachi, bà cụ O-sugi, mẹ con Akemi và những câu chuyện đó đều dẫn dắt đến hai bộ phim sau đó.

## Staff
- Nguyên tác: Yoshikawa Eiji
- Đạo diễn: Inagaki Hiroshi
- Kịch hóa: Hōjō Hideji
- Âm nhạc: Dan Ikuma

## Cast
- Mifune Toshirō vai Shinmen Takezō/Miyamoto Musashi
- Yachigusa Kaoru vai O-tsū
- Mikuni Rentarō vai Matahachi
- Onoe Kurō-emon đời thứ hai vai thầy chùa Takuan Sōhō
- Mito Mitsuko vai O-kō
- Okada Mariko vai Akemi
- Miyoshi Eiko vai cụ O-sugi
- Hirata Akihiko vai Yoshioka Seijūrō
- Katō Daisuke vai Gion Tōji
- Ozawa Eitarō vai chúa Ikeda Terumasa
- Abe Kusuo vai Tsujikaze Temma

## Mục liên quan
- Miyamoto Musashi
- Miyamoto Musashi (tiểu thuyết)
- Jidaigeki

## Cước chú
1. ↑   Lưu trữ ngày 22 tháng 2 năm 2014 tại Wayback Machine "Râu và đầu tóc Chonmage" (Inagaki Hiroshi)